# Zacatonal de Juárez
Zacatonal de Juárez es una localidad del estado mexicano de Chiapas. Es parte del municipio de Huitiupán.

## Toponimia
El nombre de la localidad rinde homenaje a Benito Juárez, presidente de México durante la Guerra de Reforma.

## Demografía
| Gráfica de evolución demográfica |
|                                  |

| Censo | Población |
| ----- | --------- |
| 1940  | 192       |
| 1950  | 253       |
| 1960  | 348       |
| 1970  | 536       |
| 1980  | 693       |
| 1990  | 927       |
| 2000  | 1 203     |
| 2010  | 1 361     |
| 2020  | 1 349     |